# Tour della nazionale maschile di rugby a 15 delle Tonga 1926
Il Tour della Nazionale di rugby a 15 delle Tonga 1926 fu una serie di match di rugby union disputati dalla nazionale delle Tonga a Figi e Samoa nel 1926.
È la restituzione della visita dei figiani del 1924 
| Arbitro: | D. McCormick |

|                                         |           |            |
| mete: Laqeretabua, Nabavu trasf.: Qio 2 | Marcatori | mete: Misa |

| Suva 16 agosto 1926                                                                                                   | Figi      | 8 – 13                                        | Tonga | Albert Park |
| \| \| \| \| \| mete: Amaraki trasf.:Kobiti c.p.: Qio \| Marcatori \| mete: Kefu, Tufui trasf.: Finau 2 c.p.: Finau \| |           |                                               |       |             |
| |           |                                               |       |             |
| mete: Amaraki trasf.:Kobiti c.p.: Qio                                                                                 | Marcatori | mete: Kefu, Tufui trasf.: Finau 2 c.p.: Finau |       |             |

| Arbitro: | A. Martin |

|                |           |                         |
| mete: Bogiwalu | Marcatori | mete: Finau c.p.: Finau |

| Apia agosto 1926 | Samoa | 9 – 15 | Tonga |  |